# Született feleségek (első évad)
A Született feleségek első évada 2004. október 3-án kezdődött, és 2005. május 22-én fejeződött be az amerikai ABC-n, melynek készítője Marc Cherry volt. Az első epizódban bemutatkozik nekünk Mary Alice Young, a látszólag tökéletes háziasszony, aki öngyilkosságot követ el egy sötét titok miatt. A nő halotti torán megismerkedünk a négy legjobb barátjával, Susan Mayerrel, Lynette Scavóval, Bree Van de Kamppel és Gabrielle Solisszal és a főbb szereplőkkel, akik mindannyian a széplaki Lila Akác közben élnek. Mary Alice a síron túlról narrálja a sorozatot, elmeséli, hogyan boldogulnak barátnői az életükkel, és hogyan találják ki, hogy barátnőjük miért lett öngyilkos.
A Született feleségek első évada Magyarországon 2005. október 26-án kezdődött a TV2 csatornán este fél tízkor. A csatorna leadta mind a 23 epizódot, ráadásul egy különleges összefoglaló epizódot is 2006. március 29-én, melynek címe: Tegyük tisztába a szennyest! A sorozat átlagosan 1,2 millió nézőt érdekelt, így akkoriban az öt legnézettebb sorozat közé tartozott.
Az évadot Magyarországon is kiadta az InterCom Zrt. DVD-n egy ötlemezes, díszdobozos kiadásban Született feleségek - A teljes első évad címmel 2006. szeptember 5-én, de az amerikai kiadással ellentétben extrákat nem mellékeltek. Az évadot 2013-ban a Pro Video újra kiadta, azonban az öt lemezt egyetlen szimpla DVD-tok tartalmazza. Továbbá megjelent hozzá egy könyv is Született feleségek: Zárt ajtók mögött címmel, illetve egy CD-lemez is.

## Gyártás
Marc Cherry a forgatókönyvnek a Háziasszonyok címet adta, és az ügynöke ezt hat amerikai csatornának (CBS, NBC, Fox, HBO, Showtime és Lifetime) is ajánlotta, de mind visszautasította. Mivel az ügynöke börtönbe került sikkasztásért, így felbérelt egy csapatnyi ügynököt, akik úgy jellemezték a forgatókönyvet, mint egy szappanopera fekete humorral. Cherry újraírta a szkriptet, és bemutatta az ABC-nek, ahol lenyűgözte a vezetőséget, így berendeltek 13 epizódot. Az évad forgatása 2004 márciusában kezdődött a Universal Studios Hollywood díszletutcájában, a Colonial Streeten.
Az évadot a Touchstone Television (ma már ABC Studios) és a Cherry Productions gyártotta, és az ABC sugározta. A sorozat főproducere Marc Cherry, Michael Edelstein, Charles Pritt Jr. és Tom Spezialy volt, az író Cherry, Goldstick, Spezialy, Pardee, Murphy, és Black; a producer Alexandra Cunningham, Tracey Stern, and Patty Lin volt. A sorozat zenéjét Steve Bartek és Steve Jablonsky szerezte, a főcímet Danny Elfman komponálta. Továbbá Cherry a sorozat showrunnere is volt.

## Szereplők
| Alakító               | Magyar hang        | Karakter             | Leírás                                                                                           | Epizódok |
| --------------------- | ------------------ | -------------------- | ------------------------------------------------------------------------------------------------ | -------- |
| Teri Hatcher          | Hegyi Barbara      | Susan Mayer          | Kétbalkezes, elvált anya, aki egyedül neveli lányát, és akire rövidesen rátalál a szerelem.      | 23       |
| Felicity Huffman      | Für Anikó          | Lynette Scavo        | Egykori karrierista nő, négygyerekes háztartásbeli, aki nehezen boldogul rakoncátlan kölykeivel. | 23       |
| Marcia Cross          | Balogh Erika       | Bree Van de Kamp     | A házasságáért küzdő, vallásos, tökéletességmániás háziasszony, akit családja nem tisztel.       | 23       |
| Eva Longoria          | Pápai Erika        | Gabrielle Solis      | Anyagias, csalfa hajdani modell, aki viszonyt folytat egy kiskorúval, mert a férje elhanyagolja. | 23       |
| Brenda Strong         | Liptai Claudia     | Mary Alice Young     | Látszólag boldog asszony, aki öngyilkosságot követ el, miután zsarolni kezdik.                   | 23       |
| Steven Culp           | Hirtling István    | Rex Van de Kamp      | Bree férje - mazochista férfi, aki szívproblémákkal küzd.                                        | 23       |
| James Denton          | Selmeczi Roland    | Mike Delfino         | Susan reménybeli partnere - újonnan beköltözött, rejtélyes vízvezetékszerelő.                    | 22       |
| Ricardo Chaviara      | Csankó Zoltán      | Carlos Solis         | Gabrielle férje - milliomos üzletember, akit illegális pénzügyi tevékenységei miatt lecsuknak.   | 22       |
| Andrea Bowen          | Bogdányi Titanilla | Julie Mayer          | Susan lánya - kivételesen intelligens és önálló, egyke tinédzser.                                | 22       |
| Shane Kinsman         | Czető Ádám         | Porter Scavo         | Lynette egyik gyermeke, az ikrek közül, aki hiperaktivitásban szenved.                           | 21       |
| Brent Kinsman         | Penke Bence        | Preston Scavo        | Porter ikertestvére.                                                                             | 21       |
| Mark Moses            | Kerekes József     | Paul Young           | Mary Alice férje - sötét alak, akin látszik, titkol valamit.                                     | 20       |
| Doug Savant           | Rosta Sándor       | Tom Scavo            | Lynette férje - a Scavo család aktuális kenyérkeresője, akit hivatása lefoglal.                  | 18       |
| Nicolette Sheridan    | Básti Juli         | Edie Britt           | Susan riválisa - a környék vérbeli ragadozója.                                                   | 16       |
| Jesse Metcalfe        | Széles Tamás       | John Rowland         | Gabrielle szeretője - tinédzserfiú, aki a Solis családnál kertészkedik.                          | 16       |
| Cody Kasch            | Molnár Levente     | Zach Young           | Mary Alice és Paul fia, akit igencsak feldúlt az anyja elveszítése.                              | 16       |
| Zane Huett            | Morvay Gábor       | Parker Scavo         | Lynette és Tom harmadik fia, akiről kopaszsága miatt, sokan azt feltételezik, hogy rákos.        | 16       |
| Shawn Pyfrom          | Moser Károly       | Andrew Van de Kamp   | Bree és Rex meleg fia, akit viselkedése miatt javító-nevelő táborba küldenek.                    | 10       |
| Joy Jorgensen         | Molnár Ilona       | Danielle Van de Kamp | Bree és Rex lánya, John reménybeli partnere - az iskolai Absztinencia Klub elnöke.               | 10       |
| Harriet Sansom Harris | Zsurzs Kati        | Felicia Tilman       | Mary Alice egykori kolléganője, aki húga házába költözik, miután azt meggyilkolják.              | 9        |
| Christine Estabrook   | Szabó Éva          | Martha Huber         | Felicia húga, Mary Alice zsarolója - minden lében kanál szomszéd.                                | 8        |
| Roger Bart            | Bezerédi Zoltán    | George Williams      | Bree rajongója - pszichopata patikus, aki folyamatosan mérgezi Rexet.                            | 6        |
| Lupe Ontiveros        | Molnár Piroska     | Juanita Solis        | Carlos anyja, akit Bree fia elgázol, mikor az le kívánja leplezni Gabrielle viszonyát.           | 6        |

## Szereplőválogatás
Az első évad 13 főszereplői fizetést kapó színészt szerepeltet. Brenda Strong narrálta a sorozatot az elhunyt Mary Alice Youngként. Teri Hatcher játszotta el a kétbalkezes, szeretnivaló elvált anya, Susan Mayer szerepét. Felicity Huffman volt Lynette Scavo, az egykori karrierista nő, a mostani négygyerekes teljes állású anya. Marcia Cross játszotta Bree Van de Kampet, a perfekcionista kétgyerekes háziasszonyt, aki a házassága megmentéséért küzd. Gabrielle Solis szerepét Eva Longoria játszotta el, az anyagias hajdani modellt, aki megcsalja a férjét. Nicollette Sheridan szerepelt az utca cafkájaként és Susan riválisaként, Edie Brittként. Steven Culp játszotta el Bree Van de Kamp elégedetlen férjét, Rexet, Ricardo Antonio Chavira pedig Gabrielle sikeres férjét, Carlost. Mary Alice rejtélyes férjét Mark Moses játszotta el, Andrea Bowen Susan kiegyensúlyozott és tökéletes kamasz lányát, Julie Mayert. Jesse Metcalfe-ot Gabrielle szeretőjeként és Solisék kertészeként láthatjuk, Cody Kasch-t Mary Alice és Paul mentálisan instabil fiaként. Mike Delfino, az utca titokzatos vízszerelőjét James Denton alakította, aki egyben Susan szerelme is volt.
Számos mellékszereplő is felbukkant a sorozatban. Doug Savant játszotta Tom Scavót, Lynette férjét, aki mindig üzleti úton van; viszont Savant később állandó szereplő lett. Shawn Pyfrom Bree és Rex lázadó fiaként jelent meg, Andrew Van de Kampként. Kathryn Joosten Karen McCluskey-t alakította, Lynette szembeszomszédját, Christine Estabrook pedig a minden lében kanál szomszédot, Martha Hubert játszotta el.

## Epizódlista
Az epizódok leírásai részben a PORT.hu-ról származnak, a magyar nézettségi adatok a SorozatJunkie-ról.
| Sor. | Év. | Cím                                                              | Rendező           | Író                                                                 | Premier                               | Nézettség                 |
| --- | --- | ---------------------------------------------------------------- | ----------------- | ------------------------------------------------------------------- | ------------------------------------- | ------------------------- |
| 1. | 1.  | Végzetes csütörtök (Pilot)                                       | Charles McDougall | Marc Cherry                                                         | 2004. október 3. 2005. október 26.    | 21,64 millió 1,22 millió  |
| Egy festői kertvárosi utcában él a sok jó család között Mary Alice Young is. Ő a tökéletes feleség - jó anya, kitűnő háziasszony, és vonzó nő. Fia, Zach, és férje, Paul szeretik és tisztelik őt. Ám egy verőfényes őszi csütörtök délelőttön, miután reggelit készített a családjának, elvégezte a házimunkáit, végére járt a feladatainak és teljesítette napi küldetéseit, odalép az előszobai beépített szekrényhez, levesz egy revolvert, és minden előzetes jelzés nélkül főbelövi magát. A holttestét a szomszédja, Mrs. Martha Huber fedezi fel. A temetés utáni halotti toron a Lila Akác köz nagy része megjelenik leróni tiszteletét. Köztük Mary Alice négy helyi barátnője: Lynette Scavo, Susan Mayer, Bree Van de Kamp és Gabrielle Solis. |     |                                                                  |                   |                                                                     |                                       |                           |
| 2. | 2.  | Ó, de lent a mélyben (Ah, But Underneath)                        | Larry Shaw        | Marc Cherry                                                         | 2004. október 10. 2005. november 2.   | 20,03 millió              |
| Gabrielle a szokásos napi elfoglaltságát űzve egy verőfényes délutánon Johnnal a kádban mulat éppen, amikor Carlos váratlanul hazaérkezik. Szegény fiú kénytelen az ablakon távozni, ráadásul anyaszült meztelenül a bokrok közé. Paul az éjszaka kellős közepén kiás a medencéjük alól egy régi, nagy játékládát, majd később a Sziklás-tóba dobja. Bree egyik éjjel felidézi Rexnek azt a pillanatot, amikor a férfi feleségül kérte, és, hogy Rex akkor azt mondta, ha hozzámegy, boldoggá teszi. Ezzel Bree ráveszi a férjét, hogy mondja le a válóperes ügyvédet, és járjanak el egy házassági tanácsadóhoz. El is mennek egy bizonyos Dr. Albert Goldfine-hoz. |     |                                                                  |                   |                                                                     |                                       |                           |
| 3. | 3.  | Szép kis látvány (Pretty Little Picture)                         | Arlene Sanford    | Oliver Goldstick                                                    | 2004. október 17. 2005. november 9.   | 20,87 millió              |
| A barátnők úgy döntenek, hogy a közösen eltervezett nagy vacsorát az elhunyt Mary Alice tiszteletére rendezik meg. A férjek között azonban az ötlet nem arat osztatlan sikert. Susan tisztázni szeretné Karllal, a volt férjével való vitás kapcsolatát, ezért arra ösztönzi, hogy kérjen tőle bocsánatot, amiért egy másik nő miatt elhagyta. Ám a találkozás kudarcba fullad, ráadásul Susan anyaszült meztelenül zárja ki magát a saját házából... S vajon lehet ennél még kínosabb helyzetbe kerülni? Igen, ha éppen Mike Delfino arra jár! Gabrielle-t kilesi a szomszéd kislány, amint Johnnal egymásnak esnek a Solis-házban. Ettől kezdve Ashley alattomos módon zsarolni kezdi a kétségbeesett nőt. A vacsora Van de Kampéknál kellemetlen véget ér, miközben a tóból előkerül a Paul által elrejtett titokzatos láda. |     |                                                                  |                   |                                                                     |                                       |                           |
| 4. | 4.  | Ki ez a nő? (Who's That Woman?)                                  | Jeff Melman       | Marc Cherry és Tom Spezialy                                         | 2004. október 24. 2005. november 16.  | 21,49 millió              |
| Paul árulni kezdi a házát, persze Zach tudta nélkül. Bree lejátssza barátnőinek a szalagot, amit Dr. Goldfine-tól lopott el, és amelyen Mary Alice a rémálmairól mesél. Az is elhangzik a szalagon, hogy Mary Alice igazi neve Angela volt. A lányok úgy döntenek, hogy megmutatják Paulnak a névtelen levelet, amit korábban Mary Alice holmijai közt találtak. Miután ezt Lynette házában megteszik, Paul zokogva elrohan, kezében a levéllel. Később azt mondja a lányoknak, hogy Mary Alice szkizofrén volt, és több hasonló levelet írt neki, Zachnek és saját magának is. A lányok azonban úgy vélik, Paul hazudik. |     |                                                                  |                   |                                                                     |                                       |                           |
| 5. | 5.  | Jöjj be, idegen! (Come in, Stranger)                             | Arlene Sanford    | Alexandra Cunningham                                                | 2004. október 31. 2005. november 23.  | 22,14 millió              |
| Amikor Susan elvállalja, hogy vigyáz a szomszéd néni macskájára, előre sejthető, hogy az egyszerű feladat Susan közreműködésével csakis balul sülhet el. A baj pedig természetesen be is következik: Mrs. Fromme házába betörnek! Egy gyanús csavarhúzó és néhány kihúzott fiók hatására a Lila Akác közben felforrósodik a hangulat, s a kis közösség máris éjjel-nappali őrjáratot szervez. Látogatóba érkezik Solis mama - a féltékeny Carlos megbízásából -, aki a nap minden egyes percében Gabrielle sarkában van. A Scavo-szülők minden gondolatát az köti le, hogy az ikrek bekerülhessenek az egyik legelitebb magániskolába. Paul és Zach veszekedésétől hangos a környék minden este, ezért Bree a lányokkal közösen úgy dönt, hogy vacsorára hívja az anya nélkül maradt kamaszt. Zach különös kijelentését azonban még különösebb tett követi. Susant randira hívja Thompson rendőr, miközben Mike Delfinóról megtudhatjuk, hogy piszkos dolgokban vesz részt... |     |                                                                  |                   |                                                                     |                                       |                           |
| 6. | 6.  | Egy helyben toporogva (Running to Stand Still)                   | Fred Gerber       | Tracey Stern                                                        | 2004. november 7. 2005. november 30.  | 24,60 millió              |
| A békés kertváros valójában csatatér, a legkülönbözőbb házi háborúskodások helyszíne. Férjek csapnak össze feleségekkel, szülők vívnak meg gyermekeikkel, de a legvéresebb harcok általában asszonyok és anyósaik között dúlnak... Solis mama egyre biztosabb benne, hogy Gabrielle megcsalja egy szem kisfiát, de továbbra sem jön rá, hogy kivel. Ráadásul Gabrielle-nek egy ügyes tervvel már-már sikerül is eloszlatni Juanita kétségeit. A barátnőket nem hagyja nyugodni, hogy vajon hová tüntette el Zach-et az édesapja, ezért Susan úgy dönt, - Julie segítségével - utánajár a dolognak. Lynette komoly harcba kezd a szülői munkaközösség oszlopos tagjával, akinek az iskolai előadásról - finoman szólva is - alternatív elképzelései vannak. Eközben Bree és Rex párterápiájában a szexuális problémák kerülnek felszínre... |     |                                                                  |                   |                                                                     |                                       |                           |
| 7. | 7.  | Bármi megeshet! (Anything You Can Do)                            | Larry Shaw        | John Pardee és Joey Murphy                                          | 2004. november 21. 2005. december 7.  | 24,21 millió              |
| Paul minden gondolata a Mary Alice halála napján érkezett levél körül forog, amikor is - a magánnyomozó segítségével - a levélpapír alapján sikerül is beazonosítani a feltételezett aljas szándékú zsarolót. A barátnőket eközben leginkább az foglalkoztatja, hogy ki is lehet az a Dana Mary Alice múltjából. Mrs. Huber-nek - igaz ugyan, hogy elég szokatlan módon, de végre - lehetősége adódik túlszárnyalni Bree régóta irigyelt, tökéletesen pompázó előkertjét. Gabrielle féltékeny Johnra Danielle miatt, amikor is remek ötlete támad a lány "eltávolítására". Susan első igazi randija Mike-kal nem úgy sül el, ahogy azt eltervezte a férfi váratlan látogatója, Kendra miatt. Susan olyannyira elkeseredik, hogy Mike újrahódításáért még Edie-vel is képes szövetkezni. |     |                                                                  |                   |                                                                     |                                       |                           |
| 8. | 8.  | Bűnös (Guilty)                                                   | Fred Gerber       | Kevin Murphy                                                        | 2004. november 28. 2005. december 14. | 27,24 millió              |
| Andrew cserbenhagyásos gázolása, majd a nyomok gyors eltüntetése után összeül a családi kupaktanács Van de Kampéknél. Persze a döntést Bree hozza meg: az autótól meg kell szabadulniuk, méghozzá úgy, hogy ellopatják. Miközben az elgázolt Juanita kómában fekszik, a tragédia felelősei más-más okból érzik magukat kellemetlenül. Johnt szörnyű lelkiismeret-furdalás gyötri, Gabrielle pedig a nap minden percében abban reménykedik, hogy mikor Solis mama egyszer magához tér, semmire sem emlékszik majd. Ám, aki valóban hibás, egy csepp megbánást sem tanúsít, s Bree egyre inkább azt érzi, hogy a fiának talán mégsem kellett volna megúsznia a felelősségrevonást. |     |                                                                  |                   |                                                                     |                                       |                           |
| 9. | 9.  | Gyanakvó elmék (Suspicious Minds)                                | Larry Shaw        | Jenna Bans                                                          | 2004. december 12. 2006. január 4.    | 21,56 millió 1,36 millió  |
| Gabrielle - hogy a társadalom hasznos tagjává váljon - Solis mama kórházi ágyánál úgy dönt, megszervezi az Első Szent Szív Jótékonysági Divatgálát, s ezzel pénzt gyűjt a nővérlétszám bővítésére. Carlos üzleti ügyei ezzel szemben azonban nem mennek túl fényesen. A barátnők azon tanakodnak, hogy vajon hová tűnhetett el szó nélkül Mrs. Huber, miközben Paul azon mesterkedik, hogy minél mélyebbre juttassa őt... Kiderül, hogy Julie hetek óta Zach-kel levelezik, ráadásul, amikor a fiú egész egyszerűen megszökik az elmegyógyintézetből, titokban a szobájában bújtatja. Lynette meggyőzi Tomot, hogy egy teljes állású dadára van szüksége, s hogy rátaláljon a legmegfelelőbb személyre, még a marketingmenedzseri tapasztalatait is beveti. Susan rájön Gabrielle és a "kis John" intim kapcsolatára, amiért rosszallását fejezi ki. Bree kiszagolja, hogy a fia rendszeresen füvet szív, majd nevelési célzattal jól megleckézteti. Gabrielle és a kertészfiú szerelmi afférjából egyre nagyobb botrány kerekedik, ugyanis John anyja véletlenül meghallja a fia beszélgetését egy férjes asszonyról, és arra a következtetésre jut, hogy John szeretője nem lehet más, mint Susan Mayer. Carlost letartóztatja az FBI... |     |                                                                  |                   |                                                                     |                                       |                           |
| 10. | 10. | Jöjj vissza hozzám! (Come Back to Me)                            | Fred Gerber       | Patty Lin                                                           | 2004. december 19. 2006. január 11.   | 22,34 millió              |
| Ismét találkozhatunk a Lila Akác köz mintaanyájával, a szülői munkaközösség oszlopos és meghatározó alakjával, Maisy Gibbonsszal. Csakhogy most piszkos kis titkára derül fény, s nem is akármilyen körülmények között! A családanya ugyanis a délutánjait időről-időre szorongó, magányos és meg nem értett férfiak társaságában tölti, akik persze ezen szolgáltatásáért fizetnek is neki. Így történik meg, hogy Rex Van de Kamp, aki egyébként törzsvendég Maisynél, éppen hancúrozás közben kap szívrohamot... Zach-et továbbra is Julie bújtatja mindaddig, amíg a fiú Susan és Mike szerelmi légyottján le nem bukik. Lynette dadalesőt szerel a nappaliba, és féltékenyen veszi tudomásul, hogy Claire túlságosan jó munkát végez. Eközben Edie égen-földön Mrs. Hubert keresgéli. Gabrielle pedig biztonságos helyre rejti a vagyontárgyaikat, mialatt Carlos vizsgálati fogságban csücsül. S az üres ház láttán rádöbben, hogy onnan csakis a férje hiányzik... |     |                                                                  |                   |                                                                     |                                       |                           |
| 11. | 11. | Lépj tovább! (Move On)                                           | John David Coles  | David Schulner                                                      | 2005. január 9. 2006. január 18.      | 25,20 millió 1,417 millió |
| Martha Huber húga, Felicia Tilman érkezik a Lila Akác közbe. Miközben Edie szórólaposztást szervez a szomszédok közreműködésével Mrs. Huber felkutatására, Pault egyre jobban aggasztja a rendőrség szaglászása a környéken. Bree ápolja férjét, de közben randizgat a helyi patikussal. Carlos még mindig vizsgálati fogságban van, ezért pénz hiányában Gabrielle-nek állást kell vállalnia. |     |                                                                  |                   |                                                                     |                                       |                           |
| 12. | 12. | Halj meg egy kicsit minden nap! (Every Day a Little Death)       | David Grossman    | Chris Black                                                         | 2005. január 16. 2006. január 25.     | 24,09 millió 1,523 millió |
| Megtalálják Mrs. Huber elásott holttestét. Carlos Solist végre kiengedik a vizsgálati fogságból. Ám hazatérte a hitvesi lakba nem teljesen úgy alakul, ahogy azt Gabrielle eltervezte, ugyanis kiderül, hogy Carlos háziőrizetben marad, vagyis csinos kis feleségére marad, hogy pénzt keressen. A patikus George egy pisztolyt ajándékoz Bree-nek, amit persze ki is próbálnak az első randin. Susan úgy dönt, hogy legjobb lesz, ha ő maga számol be Edie-nek a gyújtogatásról. Erre pedig az elhunyt asszony hamvainak szétszórása ígérkezik a legalkalmasabb pillanatnak. |     |                                                                  |                   |                                                                     |                                       |                           |
| 13. | 13. | A te hibád! (Your Fault)                                         | Arlene Sanford    | Kevin Etten                                                         | 2005. január 23. 2006. február 1.     | 25,95 millió 1,319 millió |
| Susant aggodalommal tölti el, amikor a saját szemével kell meggyőződnie a lánya és Zach közötti bimbódzó románcról. John Rowland szülei azzal keresik fel Gabrielle-t, hogy beszélje rá a fiukat - mivel rájuk nem hallgat -, hogy korábbi terveit megvalósítva egyetemre menjen. John ugyanis a Gabrielle-hez kötődő mély érzelmei miatt inkább dolgozni akar és sok pénzt keresni. Lynette rajtakapja az apósát, amint az egy idegen nővel hetyeg a nappalijukban, s miután teljesen kiakad Rodney Scavo szabados elvein és Tom az apjával szemben tanúsított megértő hozzáállásán, mindkettőjüket kizárja a házból. Eközben Rex és Bree Van de Kamp tucatnyi válóperes ügyvéd bevonásával a vagyonmegosztáson vitatkoznak. A patikus George azt tanácsolja Bree-nek, hogy bocsásson meg a férjének, miközben ő maga szörnyű tettet eszel ki Rexszel kapcsolatban. Paul megtudja, hogy Julie-n kívül Susan is tud a Dana-ügyről, és meghökkentő dolgokat közöl a fiával... |     |                                                                  |                   |                                                                     |                                       |                           |
| 14. | 14. | A szerelem a levegőben van (Love is in the Air)                  | Jeff Melman       | Tom Spezialy                                                        | 2005. február 13. 2006. február 8.    | 22,30 millió 1,447 millió |
| Közeledik a Valentin-nap, s a Lila Akác köz férfi tagjai lázasan készülődnek. Kivéve az özveggyé lett Pault, akit azonban egy le nem mondott virágrendelés okozta kényelmetlen szituáció tesz izgatottá. Lynette imádott fiairól kiderül, hogy nemcsak hazudnak, hanem galád módon még lopnak is szinte az utca összes lakójától. A legrosszabb pedig az, hogy Lynette Scavónak éppen legádázabb ellenségével, Mrs. McCluskey-val kell szembekerülnie, s a véres háború ezennel kezdetét veszi. Bree és Rex Van de Kamp békét kötnek egymással, majd a megbocsátó asszony, hogy megfeleljen férje extrém szexuális kívánságainak, dominaszerepbe bújik. Susan - egy véletlenül elkapott mondat miatt - azon aggódik, hogy vajon hogyan közölje Mike-kal, hogy ő bizony soha többé nem szándékozik gyermekáldás elé nézni. Ezalatt Mike tovább folytatja a szaglászást a környéken, amikor is egy háznál rálőnek. A súlyos sérülés következménye pedig több egy félresikerült randinál... Gabrielle a sok-sok megalázó modellmunka után végre talál egy igazi állást a szépségiparban. Ám hamar kiderül, hogy ez mind az összes közül a legmegalázóbb - legalábbis Gabrielle számára. A Scavo-fiúk lopott cuccai között Lynette különös titokra bukkan... |     |                                                                  |                   |                                                                     |                                       |                           |
| 15. | 15. | Lehetetlen (Impossible)                                          | Larry Shaw        | Marc Cherry és Tom Spezialy                                         | 2005. február 20. 2006. február 15.   | 24,18 millió              |
| A barátnők válságstábja hosszas mérlegelés után úgy dönt, hogy értesítik a rendőrséget a Mike garázsában talált bizonyítékokról. Amikor Bree óvszert talál a szennyesruhák között, azonnal Rexre támad, majd Andrew-ra gyanakszik. Ám kiderül, hogy a talált tárgy nem másé, mint Danielle-é, aki az óvszer felhasználásával akarja visszaszerezni John Rowlandet. Bree persze anyai kötelességeként kénytelen lépéseket tenni az ügyben... Tomt alelnökké léptetik elő a cégénél, a dolog szépséghibája azonban csak annyi, hogy az előkelő kinevezés csak átmeneti időre szól, de Tom Scavo végre úgy érzi, hogy révbe ért. A jó hírnek csak Lynette nem tud felhőtlenül örülni, mert attól tart, hogy így még kevesebb időt tölthet együtt népes kis családjuk. John szobatársa, Justin igen különös kéréssel áll Gabrielle elé... Zach pedig medencepartit rendez, ahol érdekes dolgokra derül fény, melyek egyesek számára roppant nagy tanúsággal bírnak. Mike Delfinót letartóztatja a rendőrség, Susannek pedig szembesülnie kell a kegyetlen valósággal... |     |                                                                  |                   |                                                                     |                                       |                           |
| 16. | 16. | Hölgyek fehér asztal mellett (The Ladies Who Lunch)              | Arlene Sanford    | Alexandra Cunningham                                                | 2005. március 27. 2006. február 22.   | 24,08 millió              |
| Hatalmas és igazán mocskos botrány kerekedik a békés kertvárosi utcácskában, amikor Maisy Gibbonst letartóztatja a rendőrség üzletszerű kéjelgésért. A pletyka gyorsan terjed, s hamarosan eljut Van de Kampékhez is. A hab a tortán pedig az, hogy fény derül Maisy titkos fekete noteszére, benne az ügyfelei nevével... Fejtetűjárvány van az ikrek sulijában, s mindenki azt hiszi, hogy a Scavo-gyerekek terjesztik. Lynette azonban ezt nem hagyja annyiban, és jól megleckézteti a valódi "tettest". Szegény embert még az ág is húzza: Soliséknál ugyanis visszafolyik a szennyvíz. Mivel pénzük nincs a javíttatásra, így nem marad más, a találékonyságukat kell bevetniük szükségleteik érdekében. Gabrielle ezért szokatlan lopásra szánja el magát... Edie, hogy kihúzza Susant a Mike okozta mély depresszióból, bulizni viszi. Susan pedig meglepő módon Edie személyében igazi szövetségesre lel. Bree bebizonyítja Gabrielle számára, hogy igaz barát a bajban. |     |                                                                  |                   |                                                                     |                                       |                           |
| 17. | 17. | Nem szólnak majd a harsonák (There Won't Be Trumpets)            | Jeff Melman       | John Pardee és Joey Murphy                                          | 2005. április 3. 2006. március 1.     | 24,61 millió              |
| Solis mama öt hónap kóma után úgy dönt, hogy "ideje felébredni" és felnyitni egyetlen kisfia szemét. Ám még mielőtt ezt megtehetné, újra mély álomba merül örökre. Mike levelet ír Susannek, amelyben kiönti a szívét a múltjáról, de a nőnek komoly dilemmát okoz, hogy felbontsa-e. Andrew-t kirúgják az iskolából, ezért Bree felveti az ötletet Rexnek, hogy kezelhetetlen fiúkat javítóintézetbe küldjék. Gabrielle ráveszi Carlost, hogy a házuk megtartása érdekében ülje le a börtönbüntetését. Célja elérése érdekében pedig még Solis mama temetésén is hatalmas cirkuszt rendez. Susan Edie pasijával megy randira. Lynette igazságérzete Tom rosszallása ellenére feldúl egy házasságot. Gabrielle egykor nem is gondolta volna, hogy Juanita Solis kórházi ellátásának apró hiányosságaiból egyszer még komoly hasznot húzhat... |     |                                                                  |                   |                                                                     |                                       |                           |
| 18. | 18. | Szófogadó gyerekek (Children Will Listen)                        | Larry Shaw        | Kevin Murphy                                                        | 2005. április 10. 2006. március 8.    | 25,55 millió 1,304 millió |
| A Sziklás-tóból előkerült ládát sikerül beazonosítani a gyártónál, ezért a rendőrség kérdezősködni kezd Youngéknál. Paul pedig immár sokadszorra tartozik magyarázattal a fiának... Mrs. Tilman - hogy a Young család körüli titok felett érzett kíváncsiságát csillapítsa - úgy dönt, hogy néhány múltbéli információval Zach bizalmába férkőzik. A javítóintézetben családi napot tartanak, ám Bree - kínzó bűntudata miatt - nem tudja eldönteni, hogy Rexszel tartson-e. Susanhez váratlanul beállít az édesanyja, és felbukkanását a Lila Akác közben egy "ügyes" karambollal koronázza, éppen Mike-kal. Lynette a volt kollégáival indul bulizni, de nem talál bébicsőszt, így más megoldás nemlévén Bree-nek passzolja le a Scavo-srácokat. Amikor azonban a példás családanya nevelési célzattal elfenekeli Portert, Lynette dühében csúnyán megsérti Bree-t. A Solis házaspár lassacskán vérre menő adok-kapok játékából úgy tűnik, mégis csak Gabrielle kerül ki vesztesen... |     |                                                                  |                   |                                                                     |                                       |                           |
| 19. | 19. | Élvezd a magányt! (Live Alone and Like It)                       | Arlene Sanford    | Jenna Bans                                                          | 2005. április 17. 2006. március 22.   | 25,27 millió 1,188 millió |
| Lynette Scavo fejében már mindenféle megfordult Mrs. McCluskey-val kapcsolatban egy dolgot kivéve: egyszer éppen ő lesz az, aki utcabeli ősellenségének gondját viseli majd. Amikor azonban az idős asszony egy nap rosszul lesz a háza előtt, Lynette siet a segítségére, s ettől kezdve Mrs. McCluskey őt tekinti az egyetlen barátnőjének - persze a maga különc módján. Kiderül, hogy a játékládában talált csontok Deirdre földi maradványai. Mike-nak pedig éppen emiatt kell találkoznia Sullivan nyomozóval, ám a korrupt zsaru jól helybenhagyja. A Mortyval való szakítása óta Susan anyja szinte az őrületbe kergeti a lányát, ugyanis furábbnál furább alakokkal jelenik meg a házban. Ám az utolsó csepp mégis akkor kerül a pohárba, amikor Sophie kettejük számára szervez randit. Gabrielle és Carlos között továbbra is dúl a háború, mely most éppen a tiszteletről és persze a pénzről szól. Bree haditervet eszel ki Andrew - úgynevezett - melegproblémáival kapcsolatban: vacsorára hívja Sikes tiszteletest, hogy az jobb belátásra bírja eltévedt bárányát. Ám a papi érvek kudarcot vallanak, Andrew pedig szörnyű bosszút forral... |     |                                                                  |                   |                                                                     |                                       |                           |
| 20. | 20. | Ne félj! (Fear No More)                                          | Jeff Melman       | Adam Barr                                                           | 2005. május 1. 2006. április 5.       | 25,69 millió              |
| A békés kertvárosi utcácskába beköszönt a tavasz és a szerelem, velük együtt pedig beköltözik a zöldszemű szörnyeteg! Bree közelében újra felbukkan a patikus George, és Rex minden alkalmat megragad arra, hogy éreztesse vele: ő igazán kis falat egy ilyen gyönyörű nő számára. Bár erről Mrs. Van de Kamp egy kicsit másként gondolkozik... Julie-nak hetek óta nem sikerül megszabadulnia Zach-től, ám egy Susannel történt szerencsétlen baleset végre jó okot ad rá. Zach azonban nem nyugszik bele egykönnyen szerelme elvesztésébe... Lynette-et sokként éri a felismerés, miszerint Annabel Foster, Tom régi barátnője - akit egykor éppen Lynette miatt dobott - Tommal dolgozik. Ráadásul már három hónapja! Lynette kiakad, őrülten féltékeny lesz, majd kétségbeesett lépéseket tesz a nő eltávolítására, később aztán Edie-től kér tanácsot. Ám a remek ötletnek tűnő vacsorameghívás balul sül el: a tökéletes család erőszakos reklámja lesz. Mike óva inti Susant, hogy Paul Young után szaglásszon, miközben Paul is érzi, hogy forró a talaj, ezért újabb hazugsággal próbálja eloszlatni Susan gyanakvását. Felicia fejében pedig szépen lassan összeáll a kép a Young család mocskos titkáról. Gabrielle kétségbe esik, amikor kiderül, hogy sorozatos rosszullétei mögött a terhessége áll, majd hisztérikus rohamot kap, amikor rájön, hogy a terhesség hátterében Carlos mesterkedése áll. A Carlos börtönbe vonulásának tiszteletére rendezett partit pedig kínos botrányok sorozata fűszerezi... |     |                                                                  |                   |                                                                     |                                       |                           |
| 21. | 21. | Vasárnap a parkban George-dzsal (Sunday in the Park with George) | Larry Shaw        | Katie Ford                                                          | 2005. május 8. 2006. április 12.      | 26,10 millió 1,257 millió |
| Az éjszaka kellős közepén Morty érkezik lánykérésre... Az újdonsült vőlegény magával viszi Sophie-t, Susan pedig végre fellélegezhet - legalábbis az anyját illetően. Ugyanis szent meggyőződése, hogy a konyhájában történt tűzesetért csakis Paul lehet a felelős. Mr. Shaw, a magándetektív azonban - miután Susan megbízta, hogy derítsen fényt Youngék sötét titkaira - megosztja Paullal a történteket. Tervük, hogy félrevezetik a kételkedő asszonyt, beválni látszik, ám Paul nem bízza a szerencsére a dolgot: csomagol, és úgy dönt, hogy kereket oldanak a fiával. Carlos elhiteti Gabrielle-lel, hogy a gyógyszereivel az unoka utáni vágytól fűtött Solis mama babrált. Rex egyre többet panaszkodik az egészségére, miközben Bree éppen Edie előtt bukik le, amikor George-dzsal romantikázik egy étteremben. Lynette úgy érzi, hogy a házaséletük Tommal egyhangúvá vált, és hiányzik belőle a szenvedély, ezért elhatározza, hogy fantáziát visz a szürke hétköznapokba. Ez persze nem megy annyira simán, de még szerencse, hogy ebben a kérdésben a családfő sem tétlenkedik... Gabrielle közli a kertészfiúval, hogy talán tőle terhes. Amire azonban nem számít, hogy Johnban felélednek az apai ösztönök. Felicia kimenekíti a házukból a begyógyszerezett Zach-et és ugyan tartva Paul gyilkos hajlamától, de kész tények elé állítja a férfit. Susan beszerez a magándetektívtől egy aktát Mike-ról is, majd megdöbbentő felfedezést tesz: Mike letartóztatási fotóján a férfi egykori látogatóját, Kendrát véli felismerni. Úgy dönt, utánajár a dolognak, és felkeresi a nőt...                                               |     |                                                                  |                   |                                                                     |                                       |                           |
| 22. | 22. | Ég veled! (Goodbye for Now)                                      | David Grossman    | Josh Senter                                                         | 2005. május 15. 2006. április 26.     | 25,28 millió 1,199 millió |
| Edie Britt - amikor éppen híresen-hírhedt vonzerejét próbálná bevetni Mike-nál - rádöbben a rémisztő valóságra: a hőn áhított férfi kibékült ősi ellenségével, Susannel. Majd egyik ámulatból a másikba esik, amikor a szerelmesek a füle hallatára döntik el az összebútorozást. Ezt azonban Edie már tényleg nem hagyhatja annyiban... Bree számára világossá válik, hogy George nem csak barátként tekint rá, ezért nem akar vele többé találkozni. Ám az álnok, kígyó patikus bosszút forral, és immáron sikerrel áll a Van de Kamp házaspár közé. Lynette-tet továbbra is aggasztja a régi szerető jelenléte férje munkahelyén, ezért úgy dönt, egyszer s mindenkorra szétválasztja őket. Mesterkedése miatt azonban Tom elveszíti az állását. Gabrielle egy levélből - mely a biztosítótól érkezik - bizonyosságot szerez férje aljas gyógyszercseréjéről. Carlos a háziőrizetet semmibe véve rohan Gabrielle után, s féltékenységtől elborulva esik neki feltételezett vetélytársának - John meleg szobatársának... Felicia és Mike megtalálja a közös hangot Paul Young személyével kapcsolatban, majd Mrs. Tilmannek köszönhetően Mike a férfi nyomába ered. Zach eközben nem tud napirendre térni, hogy az apja egész egyszerűen elhagyta. Rex az éjszaka közepén újabb szívrohamot kap... |     |                                                                  |                   |                                                                     |                                       |                           |
| 23. | 23. | Egy szép napon... (One Wonderful Day)                            | Larry Shaw        | John Pardee, Joey Murphy, Marc Cherry, Tom Spezialy és Kevin Murphy | 2005. május 22. 2006. május 3.        | 30,62 millió 1,162 millió |
| Minden rejtély mögött lappang egy indíték, minden bűntényre van bizonyíték, és minden kérdésre létezik válasz, mindössze csak oda kell figyelni, és végül minden titokról lehull a lepel... Végre kiderül számunkra, hogy milyen ember is volt valójában Mary Alice Young, azaz Angela Forrest, válaszokat kapunk a Young család titkaira, és megbizonyosodhatunk a teherről, mely Paul Young vállát évek óta nyomja. Susan Mike holmijai között rátalál Mrs. Huber naplójára, melyből világosan kiderül, hogy az asszony zsarolta a barátnőjét. Carlos tárgyalásán Gabrielle a tanúskodásával próbálja menteni a menthetőt, miután komoly ultimátumot ad a férjének. Lynette igen furcsa körülmények között kénytelen szembesülni a ténnyel: férje egyik napról a másikra munkanélkülivé lett. Ráadásul erről kizárólag csakis ő tehet! Tom azonban úriember módjára kezeli a kissé megalázó helyzetet, és diplomatikus megoldással áll elő... Zach, miután szembesül az életét övező szörnyű hazugságokkal és azzal, hogy az anyja után az apja is elhagyta, teljesen kétségbeesik. S efelett érzett dühében rátámad Feliciára, és csúnyán összeveri, majd pedig őrjöngve ejti túszul Susant fegyverrel a kezében... Rex orvosai közlik a férfival, hogy milyen következtetésre jutottak az állapotával kapcsolatban: szerintük Bree lehet a felelős az egészsége romlásáért. A hír hallatán bekövetkezik a tragédia... Mike végre beválthatja az ígéretét és bosszút állhat volt barátnőjéért, mégpedig Paul Youngon. A "békés" kis kertvárosi utcácskába, a Lila Akác közbe pedig mindez idő alatt különös és nem túl barátságos új lakók érkeznek! |     |                                                                  |                   |                                                                     |                                       |                           |

## DVD-kiadás
| Született feleségek: A teljes első évad | | |
| Részletek | Extrák | |
| - 23 epizód - 5 DVD-lemez - Angol (Dolby Digital 5.1 Surround) - Magyar (Dolby Digital 2.0 Stereo) - Lengyel (Dolby Digital 2.0 Stereo) - Orosz (Dolby Digital 2.0 Stereo) - Feliratok: magyar, angol, cseh, görög, héber, horvát, lengyel, orosz, portugál, román, szerb, szlovén, török | A magyar kiadás nem tartalmaz extrákat. Az eredeti kiadás az alábbiakat tartalmazza: - Törölt jelenetek - Séta a Lila Akác közben - Az alkotó, Marc Cherry kedvenc jelenetei - Kibővített epizódok - Született feleségek a világ körül - Bree vacsoraestélyei - A Lila Akác köz ruhái - A hölgy kedvenc jelenetei - A Született feleségek színfalai mögött - A Lila Akác köz titkai - Bakik - Oprah Winfrey az új szomszéd | A magyar kiadás nem tartalmaz extrákat. Az eredeti kiadás az alábbiakat tartalmazza: - Törölt jelenetek - Séta a Lila Akác közben - Az alkotó, Marc Cherry kedvenc jelenetei - Kibővített epizódok - Született feleségek a világ körül - Bree vacsoraestélyei - A Lila Akác köz ruhái - A hölgy kedvenc jelenetei - A Született feleségek színfalai mögött - A Lila Akác köz titkai - Bakik - Oprah Winfrey az új szomszéd |
| Kiadási idők | | |
| Eredeti DVD-kiadás | Magyar DVD-kiadás | |
| 2005. szeptember 20. | 2006. szeptember 5. | |

## Fordítás
- Ez a szócikk részben vagy egészben a Desperate Housewives (Season 1) című angol Wikipédia-szócikk ezen változatának fordításán alapul.  Az eredeti cikk szerkesztőit annak laptörténete sorolja fel. Ez a jelzés csupán a megfogalmazás eredetét és a szerzői jogokat jelzi, nem szolgál a cikkben szereplő információk forrásmegjelöléseként.